# Charlotte Dorotea Biehl
Charlotte Dorothea Biehl (2 de junio de 1731 - 17 de mayo de 1788), comediógrafa, escritora e hispanista danesa.
Conocida principalmente como escritora de comedias, tradujo al danés el Quijote (Den sindriige Adelsmand Don Quixote af Manchas Levnet og Bedrifter, 1776-77) y las Novelas ejemplares de Miguel de Cervantes (1780-1781). En 1773 compuso unas Silphen y en 1774 Den prøvede Troskab y Kierligheds-Brevene. En 1786 escribió Orpheus og Eurydice.
- Datos: Q4938988
- Multimedia: Dorothea Biehl / Q4938988